# George Tupou I
George Tupou I, född 4 december 1797 i Niu'ui på Lifuka, död 18 februari 1893 i Nuku'alofa på Tongatapu. George Tupou I var den förste kungen i det nygrundade kungadömet Tonga, från 4 november 1875 och till sin död. Han var den siste ättlingen i Tu'i Kanokupolu-dynastin och grundade Tupoudynastin, som är den nuvarande kungaätten i Tonga.

## Biografi
George Tupou I föddes som Maeakafa Nginigini Ofolanga, troligen i den lilla byn Niu'ui eller möjligen i Koluoa på Tongatapu. Han var äldste son till Tupouto'a (den 17:de Tu'i Kanokupolu) och dennes hustru Taufa Ho'amofaleono. Inre stridigheter i resterna av det Tonganska imperiet ledde till att familjen kring tiden för hans födelse av säkerhetsskäl flyttade till Ha'apaiöarna. Som spädbarn drabbades han av en allvarlig sjukdom, som han överlevde, varefter han även kallades för Tāufaʻāhau.
Hans far var Tongas monark under en kort tid, men ansågs av för låg rang bland övriga i monarkdynastierna. 1820 fick Tāufaʻāhau titeln "Tu'i Ha'apai" (Kung över Ha'apai) av sin far, som därmed överlämnade makten och även konflikterna med övriga dynastier.
Det forna Tonganska imperiet var nu splittrat i en rad små och oberoende områden och Laufilitonga (den 39:e Tu'i Tonga) försökte öka sin makt och utmanade Tāufaʻāhau över makten på Ha'apaiöarna. 1826 stod det avgörande Slaget vid Velata, vid Tongoleleka, nära Pangai, där han besegrade Laufilitonga, bland annat med hjälp av Tu'uhetoka familjen från Ha'afeva.
Tāufaʻāhaus ambitioner växte och i augusti 1831 konverterade han till metodism, för att tillförsäkra sig stöd från de europeiska missionärerna (). Han kallade sig därefter Sia'osi Taufa'ahau (Sia'osi är den tonganska versionen av George) och utsåg även den metodistiske missionären Shirley Waldemar Baker till premiärminister (2).
1833 utnämndes Sia'osi Taufa'ahau även till "Tu'i Vava'u" (Kung över Vava'u) då han ärvde titeln från sin svärfar. Under tiden påbörjade han även en modernisering av Tonga. 1835 förbjöd han livegenskap inom sina domäner och den 16 maj 1838 publicerades Vava'ukoden, Tongas första samling skrivna lagar. Vava'ukoden proklamerades offentligt den 20 november 1839 i Neiafu. Denna samling ändrade mycket av det tidigare patriarkiska styrelsesystemet, vilket försäkrade honom även om folkets stöd.

### Regeringstid
Den 19 november 1845 ärvde Sia'osi Taufa'ahau även titeln "Tu'i Kanokupolu" efter sin farbror. Titeln erkändes av övriga dynastier den 2 december och den 4 december utnämndes han till Siaosi Taufa'ahau Tupou Maeakafa, kung av den nya monarkin.
1851 utsåg han Nuku'alofa till nationens huvudstad och i augusti 1852 besegrade han sina sista motståndare vid Pea, på Tongatapu (3) och Tonga blev återförenat.
Den 4 juni 1862 inrättade Sia'osi Taufa'ahau Tongas första parlament och samma år avskaffades livegenskapen i hela Tonga. 1865 utnämndes han till den 40:e "Tu'i Tonga" (kung över hela Tonga).
Den 4 november 1875 grundade George Tupou I Pule 'Anga Fakatui'i'o Tonga (kungadömet Tonga) och samma år fick nationen sin första konstitution.
Efter sin död 1893 begravdes han på den nya kungliga kyrkogården Mala'ekula och efterträddes av sitt barnbarns barn; George Tupou II.

## Galleri

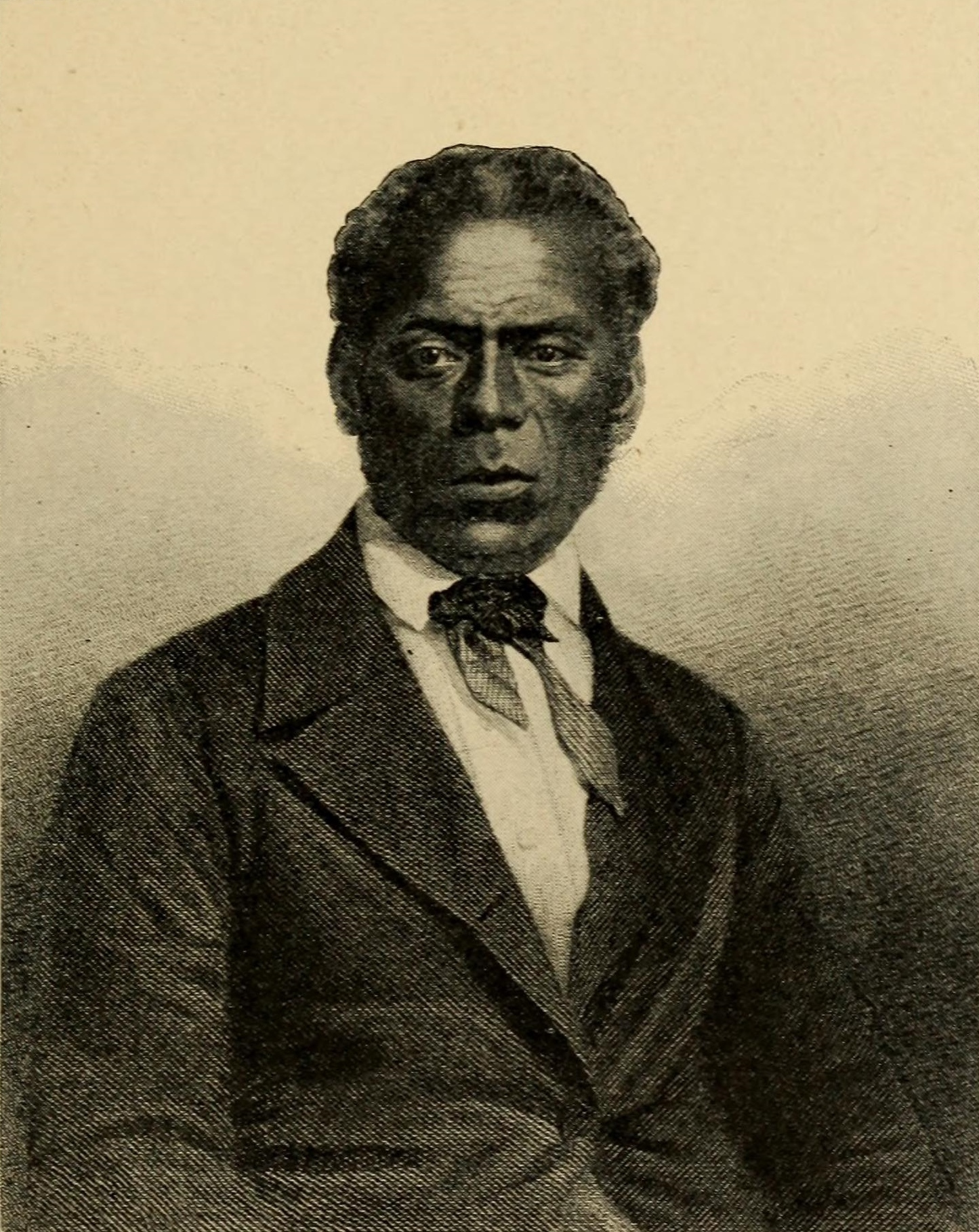
George
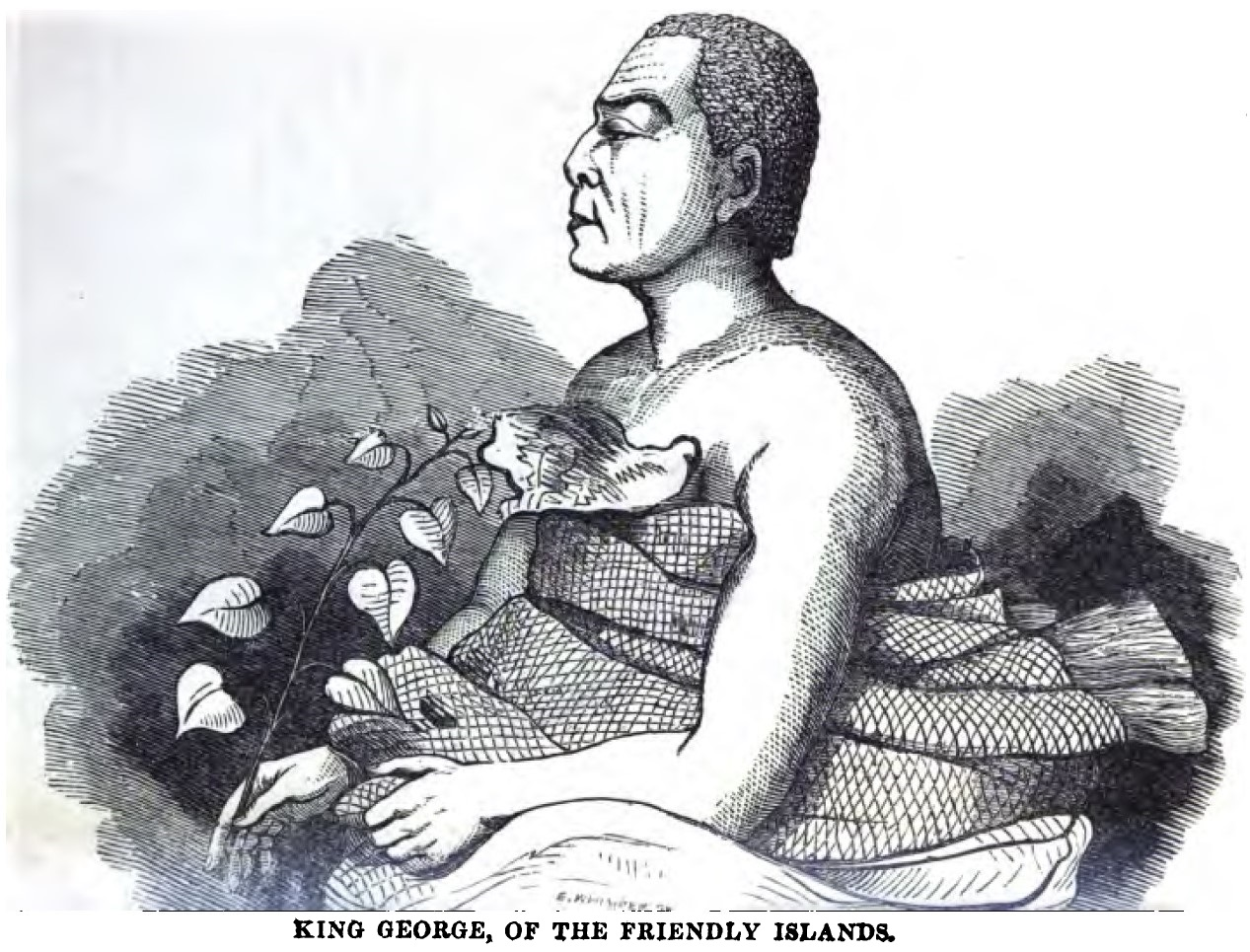
King George, of the Friendly Islands (1852)